# Mark López
Mark López Mendieta (Houston, 25 de abril de 1982) é um taekwondista estadunidense, campeão mundial em 2005.
Mark López competiu nos Jogos Olímpicos de 2008, na qual conquistou a medalha de prata.
Ele é irmão dos também medalhistas olímpicos no taekwondo: Steven López, Diana López e do treinador Jean López